# Деятельность ОУН во время Польской кампании вермахта (1939)
Деятельность ОУН во время Польской кампании вермахта — действия активистов ОУН против польского государства в ходе вторжения Германии в Польшу в сентябре 1939 года. Боевики ОУН оказывали помощь в наведении германской авиации на цели, нападали на мелкие отступающие польские подразделения. Это, впрочем, не оказало значимого влияния на ход польской кампании вермахта. В состав немецко-словацкой группировки, наносившей удар на Польшу со словацкой территории, вошли «Военные отряды националистов», действовавшие в качестве вспомогательного подразделения.

## ОУН против польского государства
В 1929 году в результате слияния украинских радикальных националистических групп была создана Организация украинских националистов (ОУН). Основным регионом деятельности ОУН была входившая в состав Польши Восточная Галиция, а её руководящая структура здесь именовалась «Краевая Экзекутива ОУН на западно-украинских землях» (КЭ ОУН). С момента своего создания ОУН вела подпольную, нелегальную деятельность против польского государства, выступая против попыток достижения межнационального согласия.
В 1933 году Краевую Экзекутиву возглавил Степан Бандера. Под его руководством ОУН провела серию резонансных акций против польских властей. Самым известным стало убийство министра внутренних дел Польши Бронислава Перацкого (июнь 1934 года).

## ОУН и германские спецслужбы
Сотрудничество украинских националистов из УВО-ОУН с германскими спецслужбами началось задолго до прихода нацистов к власти и продолжалось вплоть до Второй мировой войны и нападения Германии на СССР. В 1932 году в ходе встречи представителей германской разведки с создателем ОУН и её первым руководителем Евгеном Коновальцем было выработано негласное «джентльменское» соглашение о расширении сотрудничества, в том числе «и в военной области в случае войны с Польшей». После прихода Гитлера к власти отношения между ОУН и Германией становятся ещё теснее. Украинский вопрос входит в сферу интересов высшего руководства Третьего рейха. Украинские националисты видели в Германии союзника, потому что она так же негативно относилась к послевоенному устройству Европы. Приход Гитлера к власти усилил антиверсальскую направленность немецкой внешней политики.
В период определённого сближения между Германией и Польшей (1934−1938) абвер предпринял шаги по сдерживанию антипольской деятельности «группы Коновальца» и перенацеливанию её «исключительно против большевизма». После убийства Перацкого немецкие спецслужбы по первому же требованию польских властей арестовали и депортировали в Польшу укрывавшегося на территории Германии Миколу Лебедя, а также арестовали и на некоторое время заключили в немецкую тюрьму Рико Ярого.

## Подготовка к войне с Польшей
Сотрудничество в подрывной деятельности против польского государства оживилось весной 1939 года, после того как Гитлер в одностороннем порядке разорвал Декларацию о неприменении силы с Польшей. Готовясь к войне с Польшей, военно-политическое руководство Германии было заинтересовано в поддержке антипольских организаций на территории этого государства. Усилилась боевая подготовка членов ОУН, ряд активистов был направлен на обучение в военные учебные заведения Германии и Италии, шла активная закупка оружия. В течение 1939 года ОУН активизировала боевые акции против польских властей — нападения на полицейских, убийства, поджоги, акты саботажа.
Согласно документам польского МВД, вторжение Венгрии в Карпатскую Украину и последовавшие боевые действия венгерских войск против «Карпатской сечи» (март 1939 года) осложнили отношения ОУН и Германии, но уже к середине апреля Берлину удалось заверить руководство ОУН в неизменности политики Рейха по отношению к украинцам и поддержке их стремления к самостоятельности. По ходатайству немецких дипломатов венгры освободили из плена несколько сот украинских националистов.
В июне 1939 года в Вене прошла встреча руководителя ОУН Андрея Мельника с руководителем абвера адмиралом Канарисом. В рамках подготовки ОУН к участию в боевых действиях на территории Польши было сформировано специальное подразделение «Военные отряды националистов» («укр. Військові Відділи Націоналістів») под руководством полковника Романа Сушко), называемое также «Легион Сушко» или просто «Украинский легион». В него вошли вышедшие из венгерских лагерей оуновцы, а также сторонники ОУН, проживавшие в Европе на легальном положении. Мельник видел в «легионе Сушко» основу будущей украинской армии.
Сформированный на территории Словакии первый отряд будущего «Украинского легиона» состоял примерно из 200 человек и получил кодовое название «Bergbauernhilfe» (BBH, «Помощь горным крестьянам»). «Украинский легион» должен был поддержать вооружённые выступления украинских националистов на Волыни и в Восточной Малопольше и отвлечь на себя часть польской армии. Подписание в августе 1939 года Договора о ненападении между Германией и Советским Союзом и вступление советских войск на территорию Польши в середине сентября привело к тому, что эти планы оказались нереализованными. После выполнения «Украинским легионом» некоторых вспомогательных функций в полосе наступления немецкой армии он был расформирован.

## Антипольские выступления
Незадолго до начала Второй мировой войны Германия приостановила организацию антипольского восстания ОУН из-за пакта Молотова — Риббентропа. СССР не хотел никаких действий украинцев на территории, находящейся в его «зоне интересов», а Третий Рейх не хотел портить отношения с новым союзником. Кроме того, в ночь с 1 на 2 сентября 1939 года в рамках запланированных арестов на случай войны польская полиция задержала несколько тысяч украинцев, подозреваемых в связях с националистическими организациями.
6 сентября 1939 г. 1-й батальон Львовской бригады НПО был переброшен в Николаев, откуда его известили об украинских беспорядках. Город украсили украинскими флагами, которые сняли жители после прихода армии. Беспорядков не было, поэтому в тот же день батальон вернулся во Львов. 10 сентября в Николаеве и 10 близлежащих селах польская полиция была разоружена и начата мобилизация украинцев.
11 сентября началось вторжение войск Вермахта вглубь Восточной Малопольши (через Самбор). В ряде городов Прикарпатья это стало знаком к началу антипольских выступлений. В ночь с 12 на 13 сентября началось восстание в Стрые. Перед рассветом город был захвачен вооруженными отрядами ОУН (общим количеством 500—700 человек). 12—16 сентября состоялись организованные оуновцами антипольские вооруженные выступления в Дрогобыче, Стрые, Бориславе, Калуше, Трускавце, Долине, Подгорцах и других.
В течение следующих дней вооруженные выступления украинских националистов происходили практически в каждом уезде, находившийся к востоку от Буга. Поступали сообщения о создании Украинских отрядов милиции, члены которых носили на рукавах желто-голубые повязки. В общем эти выступления не приобрели массовый характер, их легко и быстро подавляли польские военные подразделения и хорошо организованные отряды государственной полиции, но они в целом уменьшали обороноспособность поляков и способствовали продвижению частей Вермахта на восток. Всего было пленено более 2,5 тысяч поляков. Некоторые пленённые оуновцами польские солдаты были убиты, остальные разоружались и передавались немцам.
12 сентября, в период боёв за Варшаву, на специальном совещании в поезде Гитлера обсуждались вопросы, касающиеся судьбы Польши и её украинского населения. Согласно планам Гитлера, на границе с СССР необходимо было создать «государства-прокладки» между «Азией» и «Западом» — лояльные Германии Украину (на территории Восточной Галиции и Западной Волыни) и Литву (включая Виленский край). На основании политических указаний рейхсминистра иностранных дел фон Риббентропа начальник штаба Верховного главнокомандования вермахта Кейтель поставил начальнику абвера Канарису задачу поднять восстание в украинской части Польши при помощи украинских националистов, провоцируя «восставших на уничтожение поляков и евреев». Результатом этих указаний стал так называемый «Меморандум Канариса от 12 сентября 1939 года», представленный в материалах Нюрнбергского трибунала как документ 3047-ps.
К середине сентября немецкое командование всерьез рассматривало возможность создания независимого украинского государства на территории Западной Украины, но вступление 17 сентября в войну СССР внесло свои коррективы: согласно договоренностям эта территория становилась частью СССР. Известно, что когда Красная армия перешла границы Западной Украины и польские войска были уже фактически разбиты, советские самолёты разбрасывали антипольские листовки, которые, в частности, призывали: «Оружием, косами, вилами и топорами бей вечных врагов — польских панов». Это был открытый призыв к уничтожению польских господствующих классов, а не простых поляков. Сразу же после пересечения польской границы Красной Армией активизировалась советская диверсионная сеть. Инспирированные коммунистами оперативные мероприятия, кроме краткосрочных военных целей, должны прежде всего демонстрировать «горячее стремление» украинских и белорусских, а также еврейских жителей Кресов включить их в границы «родины мирового пролетариата».
Пользуясь возникшим после вступления в войну СССР хаосом, в Восточной Галиции произошла очередная серия антипольских акций ОУН. Акции достигли наибольших масштабов в повятах Бережаны и Подгайцы, где восстанием руководил окружной военный референт ОУН Григорий Голяш-«Бэй». В этом районе были зафиксированы случаи истязания целых польских поселений. В отдельных местах доходило даже до польских погромов. Так, в селе Словятин местными украинским националистами было вырезано большинство поляков села. По некоторым данным в 9 близлежащих населённых пунктах во время сентябрьских выступлений украинскими националистами было убито 129 поляков.

### Деятельность Легиона Сушко
По сведениям словацкого историка Михала Шмигеля из Университета Матея Бела в городе Банска Быстрица, легион Сушко встретил начало войны на словацко-польской границе: 
Около 200 человек перевезли в Восточную Словакию. Переброска началась еще в конце июля. Разместили их в хатах горцев. Ожидали приказа вместе с немецкими войсками ударить на Польшу.
По сведениям словацкого исследователя Михала Шмигеля, большинство польских и украинских авторов считают, что легион насчитывал примерно 600 человек, по другим данным, их было от 120 до 1500.
Шмигель сообщает, что легион перешёл границу между 6 и 9 сентября и следовал во втором эшелоне вместе со 2-й словацкой дивизией «Шкультети» и мобильной механизированной группой «Калинчак». В первом эшелоне воевала 57-я немецкая дивизия под командованием генерал-майора Оскара Блюмма. По словам Шмигеля, подразделения легиона участия в боях не принимали.

Российский историк, стипендиат Фонда Герды Хенкель Александр Гогун отмечает, что сведения об участии легиона в боевых действиях в значительной степени туманны и отрывочны и содержатся, в основном, в мемуарной литературе, по его словам>: 
…мотивация бойцов «Легиона» была довольно высокой, но что касается их оперативного использования, есть сведения, что они разоружили отступавшую польскую колонну. И это, пожалуй, все.

По сведениям Николая Посивныча, легион в составе немецких войск дошёл до предместий Львова, поддерживая в Галиции контакты с повстанческими отрядами, «которые в это время подняла ОУН»: 
Были локальные бои с группами отступавших польских солдат и офицеров. Отдельные бои произошли в окрестностях Львова, но регулярные боевые действия его силами не велись.
По сведением Шмигеля, в связи со вступлением в войну СССР и занятием восточной Польши соединениями Красной Армии, немецкие войска отошли за демаркационную линию, определённую советско-германскими соглашениями. Вместе с немцами отошёл и легион. В районе Санока он около двух недель контролировал новую линию советско-германской границы и проводил «зачистки» против рассеянных частей польской армии, пока его не сменили немецкие пограничники.
Позже легион трансформировался в полицейскую и охранную структуру. Часть легионеров поступила на службу в «веркшутц», другие разошлись по домам. В преобразованном в «веркшутц» легионе украинская молодежь продолжала проходить военную подготовку и также рассматривалась руководством ОУН(м) в качестве базы для формирования в дальнейшем национальных воинских подразделений. Впоследствии легион расформировали, а бойцов перевели на службу в украинскую полицию.
Помимо создания легиона, полковник Сушко также производил подбор украинских кадров для обеспечения Вермахта переводчиками и в этом деле преуспел. К моменту нападения на СССР украинские «долметчеры» (нем. Dolmetscher) продвигались вместе с передовыми частями армии, и, будучи членами ОУН, способствовали созданию местных органов власти и полиции из коренного населения.

### Деятельность ПЛК
Первой акцией Полесского Лозового казачества было разоружение польской противовоздушной станицы в селе Клещи Дрогочинского уезда, в результате чего было добыто 18 ружей, 6 револьверов, две шкатулки патронов и ящик гранат. После этого в отряд присоединилось ещё 20 националистов, и восстание начало распространяться по всей округе.
В течение трех дней были разоружены военные станицы польской полиции в ряде населённых пунктов, добыто значительное количество винтовок, один пулемет и патроны.
Группа В. Загакайло-«Белого» должна была взять под контроль гостиницу в Дрогочине, и после получения оружия незадолго до 17 сентября 1939 вместе с группой Ореста Зовенко-«Ховайло» отправилась в один из уездных городов западного Полесья для взятия его под свой контроль. Однако по данным разведки выяснилось, что в городе находился польский военный конный отдел, численность которого значительно превышала силы повстанцев. В результате акция оказалась безрезультатной, и группы «Белого» и «Ховайло» были переброшены к другому уездного города.

## Итоги

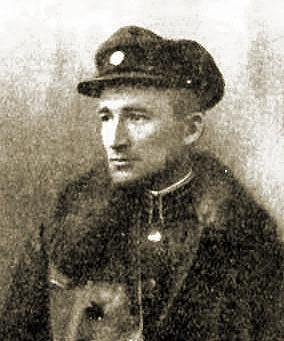
Андрей Мельник

В общей сложности в акциях против польского гражданского населения в сентябре и октябре 1939 года погибло около 2000 Поляков в Восточной Польше и около 1000 на Волыни.
В ряде диверсионных акций принимали участие также и петлюровцы. Часть выступлений против мирного населения была результатом действий обычных преступников и носила характер грабежа.
Всего в антипольских выступлениях приняло 7729 человек, в основном членов военных групп ОУН, которые велись в период в период с 29 августа по 23 сентября 1939 года. Эти акции охватили 183 польских города. Члены ОУН захватили один танк, несколько самолётов и пушек, 23 тяжелых и 80 лёгких пулемётов, 3757 винтовок, 3445 пистолетов и 25 автомобилей. 3610 поляков были взяты в плен, 769 убиты, 37 ранены. Украинцы, в основном в результате действий польской армии и полиции, потеряли 160 убитых и 53 раненых. По меньшей мере 4 польских населённых пункта были сожжены, и 1 мост разрушен. В результате ответных карательных действий поляков было сожжено 5 украинских сёл.
Благодаря общей неразберихе, вызванной нападением на Польшу из Брестской тюрьмы сумел сбежать Степан Бандера. Он добрался пешком до Львова, который уже заняла Советская армия. Во Львове он конспиративно пробыл около двух недель. Ознакомившись со складывающейся обстановкой, Бандера счёл необходимым перестроить всю работу ОУН и направить её против нового главного врага — СССР. Многие члены ОУН поддержали планы Бандеры, касающиеся дальнейшей деятельности организации и предусматривающие расширение сети ОУН на всю территорию УССР и начало борьбы против советских властей на Украине.